# LWS-Studie
Als LWS-Studie wird eine Zwillingsstudie bezeichnet, bei der bereits kurz nach der Geburt eineiige Zwillinge beziehungsweise in einem Fall Drillinge bei der Adoption getrennt wurden und zeitnah zur Trennung untersucht wurden. Die Studie unterscheidet sich dadurch grundlegend von anderen, bei denen getrennte Zwillinge erst nachträglich als solche festgestellt und in einer Retrospektive als Zwillinge untersucht wurden.

## Details
Die Mehrlinge wurden von der Adoptionsagentur Louise Wise Services (LWS) vermittelt. Die psychologische Beraterin Viola Bernard riet der Agentur, Mehrlinge in verschiedene Familien zu geben, damit diese Geschwister ihre eigene Identität entwickeln könnten, anstatt dass die Geschwister untereinander konkurrieren müssten. Diese Theorie war zur damaligen Zeit nicht in der Literatur zu finden. Peter Neubauer erfuhr von dieser Trennung der Mehrlinge, weil er mit Bernard am Jewish Board of Guardians arbeitete. Neubauer entwickelte dann in den 1960er Jahren eine Studie, um den Trennungsumstand für eine Mehrlingsstudie zu nutzen.
Den adoptierenden Eltern wurde verschwiegen, dass die Kinder Zwillinge waren, jedoch wurden die Adoptivkinder Intelligenztests und Persönlichkeitstests unterzogen. Zugeteilt wurden die Kinder an Familien in der Region von New York City, sie wurden dabei nach sozioökonomischem Status, Bildung und Religion unterschiedlich platziert. In den 1970er Jahren bekam die Studie finanzielle Probleme. Die Studie war auch als solche nicht sorgfältig genug durchgeführt worden, so dass ihr wissenschaftlicher Wert als gering eingeschätzt wird. Sie wurde im Jahr 1980 endgültig eingestellt, als einige Eltern von der Studie erfahren hatten und sich bei der Adoptionsagentur beschwerten. Auch hatten sich einige Zwillinge inzwischen gefunden, einschließlich der drei Drillinge, was eine weltweite Medienberichterstattung auslöste.
Die ethischen Standards der Studie wurden kritisiert, u. a. hatten die Teilnehmer keine Einwilligung zur Studie abgegeben. Auch wird der Zugang zu den Unterlagen sehr restriktiv gehandhabt. Das Jewish Board of Guardians übergab seine Unterlagen an die Yale-Universität mit der Einschränkung, die Unterlagen bis 2065 unter Verschluss zu halten. Die LWS Agentur stellte ihren Betrieb im Jahr 2004 ein und übergab ihre Unterlagen der Spence-Chapin Agentur; diese gelangten auch zur Yale-Universität. Die Unterlagen von Viola Bernard wurden nach ihrem Tod der Columbia University übergeben und sollten bis 2021 unter Verschluss gehalten werden.

## Filme
- Three Identical Strangers[2]
- The Twinning Reaction[2]